# Тардьё, Пьер Александр

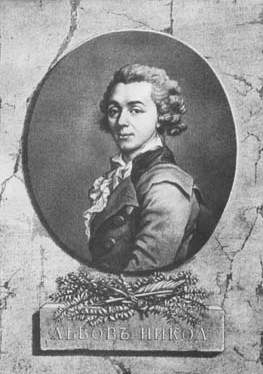
«Портрет Николая Александровича Львова», гравюра А. Тардье (1790-е гг.) с картины Д. Г. Левицкого

Пьер Александр Тардьё (фр. Pierre Alexandre Tardieu; 2 марта 1756 года, Париж — 3 августа 1844 года, там же) — французский гравёр исторических сюжетов и портретов на меди из знаменитой династии гравёров.

## Биография
Племянник Жака Николя Тардьё, образовавшийся под руководством этого художника, а также И.-Γ. Вилля (Jean-Georges Wille, 1715—1808) и Бервика (Charles Clément Balvay, прозванный Bervic, 1756—1822), и подражавший впоследствии Нантёйлю и Эделинку (Gérard Edelinck, 1640—1707).
Был членом института с 1822 года, имел много учеников, в частности, О. Денуайе, и не расставался с резцом до глубокой старости. Похоронен на кладбище Пер-Лашез (участок 2).

## Творчество
В ряду его произведений, главное достоинство которых состоит в точной передаче манеры живописцев, важнейшие:
- «Архангел Михаила» с Рафаэля,
- «Причащение св. Иеронима» с Доменикино,
- «Вооза и Руфь» с Эрсана,
- портрет гр. Арунделя с ван-Дейка,
- портрет Вольтера с Ларжильера,
- портрет Генриха IV с Пурбуса,
- портрет Монтескьё с Ж. Л. Давида,
- портрет Наполеона I с Изабе
- портрет имп. Александра I с Кюгельхена.